# Wilhuff Tarkin
Wilhuff Tarkin – jedna z postaci z sagi Gwiezdnych wojen. Pochodzący z planety Eriadu imperialny dostojnik, wielki moff i dowódca wojskowy, twórca Doktryny Tarkina oraz dowódca pierwszej Gwiazdy Śmierci. W filmie Gwiezdne wojny: część IV – Nowa nadzieja postać ta była odgrywana przez Petera Cushinga, zaś w Zemście Sithów wcielił się w niego Wayne Pygram.
W filmie Łotr 1. Gwiezdne wojny – historie (będącym spin-offem serii Gwiezdne wojny) rolę Tarkina zagrał Guy Henry, gdzie jego głowę zastąpiono komputerowo wygenerowanym wizerunkiem twarzy Petera Cushinga.

## Historia
Młody Tarkin niemal od początku związał swoją karierę z działaniami Palpatine’a i popierał tworzenie jego Nowego Ładu.
Na kilka lat po stworzeniu Imperium, jako kapitan Marynarki Imperialnej, Tarkin stał się sprawcą masakry na Ghorman, kiedy to wylądował dowodzonym przez siebie okrętem bezpośrednio w tłumie blokujących port kosmiczny demonstrantów. Doprowadził tym do śmierci i ciężkich obrażeń u wielu cywilów, nie został jednak za to ukarany, lecz mianowany przez Imperatora gubernatorem sektora Seswenna.
Kariera Tarkina rozwijała się dalej – z jego propozycji Palpatine utworzył stanowisko Wielkiego Moffa i mianował Tarkina pierwszym Wielkim Moffem. Tarkin zasłynął też jako twórca doktryny nazwanej jego imieniem, zakładającej rządzenie dzięki groźbie użycia siły, a nie stosowaniu samej siły. Zgodnie z nią, był jednym z głównych inicjatorów i zwolenników wprowadzenia do służby Gwiazdy Śmierci. Osobiście rozkazał i nadzorował zniszczenie przez tę stację bojową planet Horuz i Alderaan. Zginął podczas bitwy o Yavin, gdy Gwiazda Śmierci została zniszczona przez siły Rebelii.
Po zgonie Tarkina jego mianem nazwano jedną z superbroni imperialnych – okrojoną wersję superlasera o konstrukcji podobnej do tego wykorzystanego w Gwieździe Śmierci. Stacja ta została wkrótce zniszczona przez rebeliantów.

## Relacje osobiste i rodzina
- Tarkin był głównym promotorem kariery Admirał Daali w Marynarce Imperialnej, a także jej kochankiem (mimo posiadania żony, pochodzącej z rodu Motti).
- Siostrzenica Moffa, Rivoche Tarkin, odgrywała rolę ważnej agentki Sojuszu Rebeliantów, wykorzystując swoje umocowanie w wyższych sferach Imperium i arystokracji dla pozyskiwania informacji. Po zdekonspirowaniu została uratowana przez rebelianckich agentów i ostatecznie wyszła za mąż za Vorena Na'ala.